# Злочин лорда Артура
«Злочин лорда Артура» («Преступление лорда Артура») — радянський телефільм 1991 року, знятий режисером Олександром Орловим на студіях «Союзтелефільм» і «Арком».

## Сюжет
Телефільм за новелою Оскара Уайльда «Злочин лорда Артура Севіла». У лорда Артура наречена, на якій він повинен ось-ось одружитися. Але хіромант передбачає, що найближчим часом лорд Артур вчинить вбивство. Лорд не може допустити, щоб кохана виявилася дружиною вбивці, і він поспішає з'ясувати, кого зі своїх близьких і знайомих може вбити і чому. Поспішає, щоб одружитися звільненим від похмурого передбачення…

## У ролях
- Сергій Виноградов — лорд Артур
- Олександр Філіппенко — містер Поджерс, хіромант
- Ольга Толстецька — Сибіл, наречена лорда Артура
- Алла Будницька — леді Гледіс Віндермір
- Євген Весник — гер Вінкелькопф, виробник бомб
- Світлана Немоляєва — герцогиня Пейслі
- Володимир Татосов — декан Чічестер
- Алла Казанська — леді Клем, троюрідна тітка лорда Артура
- Геннадій Дурнайкін — граф Рувалов
- Галина Берьозкіна — леді Флора
- Андрій Юренєв — сер Томас
- Ольга Григор'єва — леді Марвелл
- Ізіль Заблудовський — аптекар
- Дар'я Дроздовська — маркіза Сьюзен Джадберг
- Леонід Відавський — містер Раффорд
- А. Блінов — епізод
- Олександр Вігдоров — епізод
- В. Берьозкін — епізод
- Лариса Кронберг — епізод
- Ігор Ясулович — жебрак на мосту / гість на весіллі
- Олексій Ясулович — гість герцогині Кейслі
- Марат Серажетдінов — епізод

## Знімальна група
- Режисер — Олександр Орлов
- Сценарист — Олександр Орлов
- Оператор — Валентин Халтурін
- Композитор — Едуард Артем'єв
- Художник — Ігор Шихарєв